# Wereldkampioenschap superbike van Sepang 2015
Het wereldkampioenschap superbike van Sepang 2015 was de tiende ronde van het wereldkampioenschap superbike en de negende ronde van het wereldkampioenschap Supersport 2015. De races werden verreden op 2 augustus 2015 op het Sepang International Circuit nabij Sepang, Maleisië.

## Superbike

### Race 1
| Pos | Nr | Rijder               | Constructeur | Rondes | Tijd         | Grid | Punten |
| --- | -- | -------------------- | ------------ | ------ | ------------ | ---- | ------ |
| 1   | 65 | Jonathan Rea         | Kawasaki     | 16     | 33:33.964    | 7    | 25     |
| 2   | 7  | Chaz Davies          | Ducati       | 16     | +0.121       | 6    | 20     |
| 3   | 3  | Max Biaggi           | Aprilia      | 16     | +10.695      | 4    | 16     |
| 4   | 1  | Sylvain Guintoli     | Honda        | 16     | +15.433      | 3    | 13     |
| 5   | 66 | Tom Sykes            | Kawasaki     | 16     | +17.983      | 1    | 11     |
| 6   | 22 | Alex Lowes           | Suzuki       | 16     | +23.758      | 5    | 10     |
| 7   | 91 | Leon Haslam          | Aprilia      | 16     | +24.854      | 8    | 9      |
| 8   | 15 | Matteo Baiocco       | Ducati       | 16     | +28.306      | 10   | 8      |
| 9   | 59 | Niccolò Canepa       | Ducati       | 16     | +31.098      | 9    | 7      |
| 10  | 81 | Jordi Torres         | Aprilia      | 16     | +34.105      | 2    | 6      |
| 11  | 44 | David Salom          | Kawasaki     | 16     | +37.107      | 16   | 5      |
| 12  | 14 | Randy de Puniet      | Suzuki       | 16     | +37.378      | 11   | 4      |
| 13  | 2  | Leon Camier          | MV Agusta    | 16     | +39.656      | 13   | 3      |
| 14  | 40 | Román Ramos          | Kawasaki     | 16     | +43.451      | 14   | 2      |
| 15  | 36 | Leandro Mercado      | Ducati       | 16     | +48.476      | 15   | 1      |
| 16  | 23 | Christophe Ponsson   | Kawasaki     | 16     | +1:01.166    | 18   |        |
| 17  | 75 | Gábor Rizmayer       | BMW          | 16     | +1:24.006    | 19   |        |
| 18  | 48 | Alex Phillis         | Kawasaki     | 16     | +1:31.093    | 20   |        |
| 19  | 10 | Imre Tóth            | BMW          | 16     | +2:02.124    | 21   |        |
| DNF | 45 | Gianluca Vizziello   | Kawasaki     | 7      | Ongeluk      | 17   |        |
| DNF | 60 | Michael van der Mark | Honda        | 7      | Uitgevallen  | 12   |        |
| DNS | 86 | Ayrton Badovini      | BMW          | 0      | Niet gestart |      |        |

### Race 2
| Pos | Nr | Rijder               | Constructeur | Rondes | Tijd           | Grid | Punten |
| --- | -- | -------------------- | ------------ | ------ | -------------- | ---- | ------ |
| 1   | 7  | Chaz Davies          | Ducati       | 16     | 33:36.466      | 6    | 25     |
| 2   | 65 | Jonathan Rea         | Kawasaki     | 16     | +0.091         | 7    | 20     |
| 3   | 81 | Jordi Torres         | Aprilia      | 16     | +5.008         | 2    | 16     |
| 4   | 1  | Sylvain Guintoli     | Honda        | 16     | +13.130        | 3    | 13     |
| 5   | 60 | Michael van der Mark | Honda        | 16     | +15.801        | 12   | 11     |
| 6   | 91 | Leon Haslam          | Aprilia      | 16     | +15.970        | 8    | 10     |
| 7   | 44 | David Salom          | Kawasaki     | 16     | +24.561        | 16   | 9      |
| 8   | 22 | Alex Lowes           | Suzuki       | 16     | +26.526        | 5    | 8      |
| 9   | 15 | Matteo Baiocco       | Ducati       | 16     | +28.528        | 10   | 7      |
| 10  | 40 | Román Ramos          | Kawasaki     | 16     | +31.598        | 14   | 6      |
| 11  | 59 | Niccolò Canepa       | Ducati       | 16     | +33.568        | 9    | 5      |
| 12  | 2  | Leon Camier          | MV Agusta    | 16     | +34.806        | 13   | 4      |
| 13  | 14 | Randy de Puniet      | Suzuki       | 16     | +46.521        | 11   | 3      |
| 14  | 66 | Tom Sykes            | Kawasaki     | 16     | +48.964        | 1    | 2      |
| 15  | 36 | Leandro Mercado      | Ducati       | 16     | +49.865        | 15   | 1      |
| 16  | 23 | Christophe Ponsson   | Kawasaki     | 16     | +1:04.171      | 18   |        |
| 17  | 45 | Gianluca Vizziello   | Kawasaki     | 16     | +1:24.837      | 17   |        |
| 18  | 75 | Gábor Rizmayer       | BMW          | 16     | +1:25.068      | 19   |        |
| 19  | 48 | Alex Phillis         | Kawasaki     | 16     | +1:34.051      | 20   |        |
| 20  | 10 | Imre Tóth            | BMW          | 16     | +2:00.907      | 21   |        |
| DNF | 3  | Max Biaggi           | Aprilia      | 1      | Schade ongeluk | 4    |        |
| DNS | 86 | Ayrton Badovini      | BMW          | 0      | Niet gestart   |      |        |

## Supersport
| Pos | Nr  | Rijder              | Constructeur | Rondes | Tijd        | Grid | Punten |
| --- | --- | ------------------- | ------------ | ------ | ----------- | ---- | ------ |
| 1   | 99  | P.J. Jacobsen       | Honda        | 14     | 30:21.294   | 1    | 25     |
| 2   | 16  | Jules Cluzel        | MV Agusta    | 14     | +0.091      | 3    | 20     |
| 3   | 87  | Lorenzo Zanetti     | MV Agusta    | 14     | +3.387      | 5    | 16     |
| 4   | 54  | Kenan Sofuoğlu      | Kawasaki     | 14     | +3.456      | 2    | 13     |
| 5   | 111 | Kyle Smith          | Honda        | 14     | +9.507      | 7    | 11     |
| 6   | 44  | Roberto Rolfo       | Honda        | 14     | +15.835     | 4    | 10     |
| 7   | 36  | Martín Cárdenas     | Honda        | 14     | +16.281     | 11   | 9      |
| 8   | 4   | Gino Rea            | Honda        | 14     | +16.298     | 6    | 8      |
| 9   | 11  | Christian Gamarino  | Kawasaki     | 14     | +19.628     | 9    | 7      |
| 10  | 25  | Alex Baldolini      | MV Agusta    | 14     | +20.959     | 8    | 6      |
| 11  | 6   | Dominic Schmitter   | Kawasaki     | 14     | +32.332     | 14   | 5      |
| 12  | 61  | Fabio Menghi        | Yamaha       | 14     | +32.397     | 13   | 4      |
| 13  | 19  | Kevin Wahr          | Honda        | 14     | +32.487     | 12   | 3      |
| 14  | 41  | Aiden Wagner        | Honda        | 14     | +32.890     | 15   | 2      |
| 15  | 24  | Marcos Ramírez      | Honda        | 14     | +39.394     | 18   | 1      |
| 16  | 5   | Marco Faccani       | Kawasaki     | 14     | +40.426     | 10   |        |
| 17  | 59  | Ratthapong Wilairot | Honda        | 14     | +40.659     | 16   |        |
| 18  | 10  | Nacho Calero        | Honda        | 14     | +1:09.545   | 19   |        |
| DNF | 68  | Glenn Scott         | Honda        | 10     | Uitgevallen | 17   |        |

## Tussenstanden na wedstrijd

### Superbike
| Pos | Nr | Rijder       | Team     | Punten |
| --- | -- | ------------ | -------- | ------ |
| 1   | 65 | Jonathan Rea | Kawasaki | 452    |
| 2   | 7  | Chaz Davies  | Ducati   | 308    |
| 3   | 66 | Tom Sykes    | Kawasaki | 295    |
| 4   | 91 | Leon Haslam  | Aprilia  | 259    |
| 5   | 81 | Jordi Torres | Aprilia  | 186    |

### Supersport
| Pos | Nr | Rijder          | Team      | Punten |
| --- | -- | --------------- | --------- | ------ |
| 1   | 54 | Kenan Sofuoğlu  | Kawasaki  | 168    |
| 2   | 16 | Jules Cluzel    | MV Agusta | 155    |
| 3   | 99 | P.J. Jacobsen   | Honda     | 140    |
| 4   | 87 | Lorenzo Zanetti | MV Agusta | 113    |
| 5   | 4  | Gino Rea        | Honda     | 88     |

2014 · 2015 · 2016